# 나폴리어 위키백과

나폴리어 위키백과(나폴리어: Wikipedia napulitana)는 나폴리어로 된 위키백과이다. 2014년 기준으로 14,100여 개의 문서와 11,242여 명의 사용자, 그리고 6명의 관리자가 있다. 기호는 nap이다.